# Melian (banda)
Melian es una banda argentina de post-hardcore, formada en el año 2008. Actualmente, la banda tiene cuatro discos de estudio, un DVD filmado en vivo y un demo.

## Historia

### Inicios yMelianEp (2008)
La banda se formó en el 2008, en Buenos Aires, Argentina, año en el que grabó su primer disco autodenominado, el cual fue lanzado por el grupo de manera independiente en formato digital. Gracias a éste la banda realizó sus primeras presentaciones en vivo, recorriendo diversos escenarios de todo Buenos Aires y logrando más de veinte presentaciones ese año.[cita requerida] Entre ellas, compartieron escenario con bandas de carácter internacional como Alesana, Story Of The Year, A Skylit Drive e incluso Silverstein, luego de haber sido invitados a participar en el festival “Morrison Fest” en Lima, Perú, al cual asistieron más de cinco mil personas y compartieron escenario con bandas locales del Perú tales como Diazepunk y 6 voltios entre otras. 
En el año 2010 se decidieron a grabar su primer álbum "Entre Espectros & Fantasmas", que conllevó a una transformación en la alineación original de Melian: Alejandro Picardi pasó a encargarse de la voz principal y Andrés Druetta se convirtió en el nuevo baterista de la banda. A término de ese año, finalizaron la grabación del disco de la mano del productor Javier Casas, guitarrista de Nueva Ética en 'Infire Studios', Buenos Aires, Argentina.

### Entre espectros y fantasmas(2011)
El disco Entre espectros y fantasmas fue lanzado oficialmente el 21 de abril de 2011 en el complejo “Speed King” de la Capital Federal, de Argentina.
Durante el mismo año destacan fechas como la del Teatro de Colegiales.
, el 12 de junio de ese año, junto a la banda local Deny y la banda estadounidense A Day To Remember; en Groove frente a más de mil doscientas personas; la visita por primera vez a la provincia de Santa Fe, cerrando el año en el Salón Pueyrredon, agotando la primera edición de “Entre Espectros y Fantasmas”.
En enero de 2012 Melian se presentó junto a la banda americana Black Veil Brides;, para luego continuar su gira de shows junto a Plan 4 en flores y en el festival “No Soy Rock” en Groove de Palermo, Buenos Aires, Argentina.
Compartió escenario con Nueva Ética en el Teatro de Flores, con Shaila en XLR y visitó por primera vez las ciudades de Rosario y Córdoba capital. 
El segundo semestre se centró en la finalización de su segundo disco titulado “Semper Fidelis”, producido nuevamente por Javier Casas, el cual sería lanzado oficialmente el 2 de diciembre en La Trastienda Club.

### Semper fidelisy Semper Fidelis Tour (2012 - 2013)
A fines de 2012, presentan su segundo disco de estudio Semper fidelis en La Trastienda en Capital Federal, ante 700 personas. En el 2013 se estuvieron presentando en distintas partes del país. Una de las fechas destacadas fue en el Estadio Cubierto Malvinas Argentinas, en el Festival "Metal Para todos" donde destacaron por su actuación de 7 canciones en uno de los escenarios del lugar.

### Festejo 5 años de Melian y grabación de su primer DVD (2013)
En el transcurso del "Semper Fidelis Tour",  la banda decide festejar sus 5 años como banda en The Roxy Live, ante más de 500 personas.
En agosto de 2013 Alejandro Richter decide dejar la banda, siendo reemplazado por el nuevo bajista Ignacio De Tommaso.
En octubre de ese año, la banda decide grabar su primer DVD en vivo en el Teatro Vorterix.
Lograron tener la mayor convocatoria de espectadores en toda la historia de la banda con localidades casi agotadas. 
El show tuvo invitados como el ex-bajista de la banda, Alejandro Richter y Hernán Tery Langer de Carajo.

### Presentación del DVD y Juntos Movemos Montañas Tour (2014)
La banda se presentó a sala llena en el boliche Groove de Palermo, lanzando su DVD. Luego de eso, hicieron una extensa gira en Buenos Aires y muchas provincias de Argentina. 
En agosto de ese año volvieron al estudio para grabar su tercer álbum.

### Epitafios(2014) y Epitafios Tour (2014 - 2015)
A mediados de octubre se dieron a conocer 3 adelantos de su tercer disco. Los cuales fueron Memento vivere, Perdonar no es olvidar y Valar morghulis. Este último fue con videoclip incluido. 
Fue lanzado en el Teatro Vorterix a sala llena. Para este CD se unieron a Rock & Reggae, una productora independiente. Luego, tuvieron una participación en el "Festival Clandestino", abriendo la jornada en el escenario principal y compartiendo escenario con bandas como Salta La Banca, Las Pelotas y Catupecu Machu, entre otras.
A fin de año, Melian fue una de las bandas revelación de 2014 según la encuesta S! de Clarín.
En abril de 2015, grabaron una versión de Mil horas de Los abuelos de la nada, recibiendo buenas críticas.
El 16 de mayo de ese año, presentaran de manera oficial Epitafios en Groove, Palermo.

### Salida de Martín Beas Nuñez
En julio del 2015, Martín Beas Nuñez deja la banda, dando lugar al nuevo guitarrista/corista Leonel Díaz de la banda Marcando Vidas.
En septiembre, realizaron un show tocando todo su primer disco en el orden original ante un Niceto Club agotado. Para finalizar el año, tocaron en La Trastienda, dándose un descanso de los escenarios.

### El orden del caos(2018-presente)
Grabado entre los meses de enero y julio del mismo año en los estudios Tricúspides, Pasaje Almagro, Lo del Nera, Estudio Santa Marta y Sala Massacre. El día 8 de julio sacan el primer adelanto titulado Bajo Tierra. Un sencillo que habla sobre un futuro sombrío causado por los humanos. 
El 20 de julio (en el día del amigo) lanzan su segundo sencillo y videoclip titulado De Mi Sangre, una canción que trata sobre la amistad.
El nuevo CD fue lanzado y presentado el día 4 de agosto en Groove, Palermo. Las bandas invitadas fueron Coralies, Uniones y Desván.
En este disco hubo un cambio respecto a la producción musical y al género musical que distiguía a Melian, trabajando un poco más los instrumentos y las voces. También es el primer disco donde Leo toca la guitarra, canta y hace screams en varias canciones.

### Salida de Ignacio De Tommaso y Andrés Druetta
En el año 2018, Ignacio De Tommaso y Andrés Druetta anuncian su salida de la banda.

## Miembros
| - Alejandro Picardi : Voz y Gritos Guturales - (2008-presente) - Hernán Rodríguez : Guitarra y Coros - (2008-presente) - Leonel Díaz : Guitarra y Coros - (2015-presente) - David Reyes : Bajo y Gritos Guturales - (2018-presente) - Lucas Díaz : Batería (2018 - presente) - Alejandro Richter - Bajo (2008-2013) - Martín Beas Nuñez - Guitarra (2008-2015) - Ignacio De Tommaso - Bajo (2013-2018) - Andrés Druetta - batería (2010 - 2018) |

## Discografía

### Álbumes de estudio
- Entre Espectros y Fantasmas (2011)
- Semper Fidelis (2012)
- Epitafios (2014)
- El Orden del Caos (2018)

### EP
- Melian EP (2008)

### DVD
- Juntos movemos montañas (2014)

## Videografía
| Año  | Canción                | Álbum             |
| ---- | ---------------------- | ----------------- |
| 2012 | "Alaska"               | Semper Fidelis    |
| 2013 | "Montañas"             | Semper Fidelis    |
| 2014 | "Atlas"                | Semper Fidelis    |
| 2014 | "Valar Morghulis"      | Epitafios         |
| 2015 | "Mamba Negra"          | Epitafios         |
| 2016 | "Praga"                | Epitafios         |
| 2016 | "Mis Últimas Palabras" | N/A               |
| 2018 | "De Mi Sangre"         | El Orden del Caos |